# Stampelyckan

Karta över Stampelyckan.

Stampelyckan är en stadsdel i Lund belägen i stadens sydöstra del, söder om Dalbyvägen.
I de tidigast bebyggda delarna, längs med Vegagatan, Siriusgatan och Merkuriusgatan finns främst villabebyggelse. Den östra delen bebyggdes på 1950-talet och består både av lägenheter och radhus.
Delar av området kallas även Planetstaden, då dess gator och kvarter är döpta efter himlakroppar.
I Stampelyckans sydöstra del ligger 45 kedjehus i gult tegel byggda 1957-58. Husen är ritade av de danska arkitekterna Ib Møgelvang och Jørn Utzon.

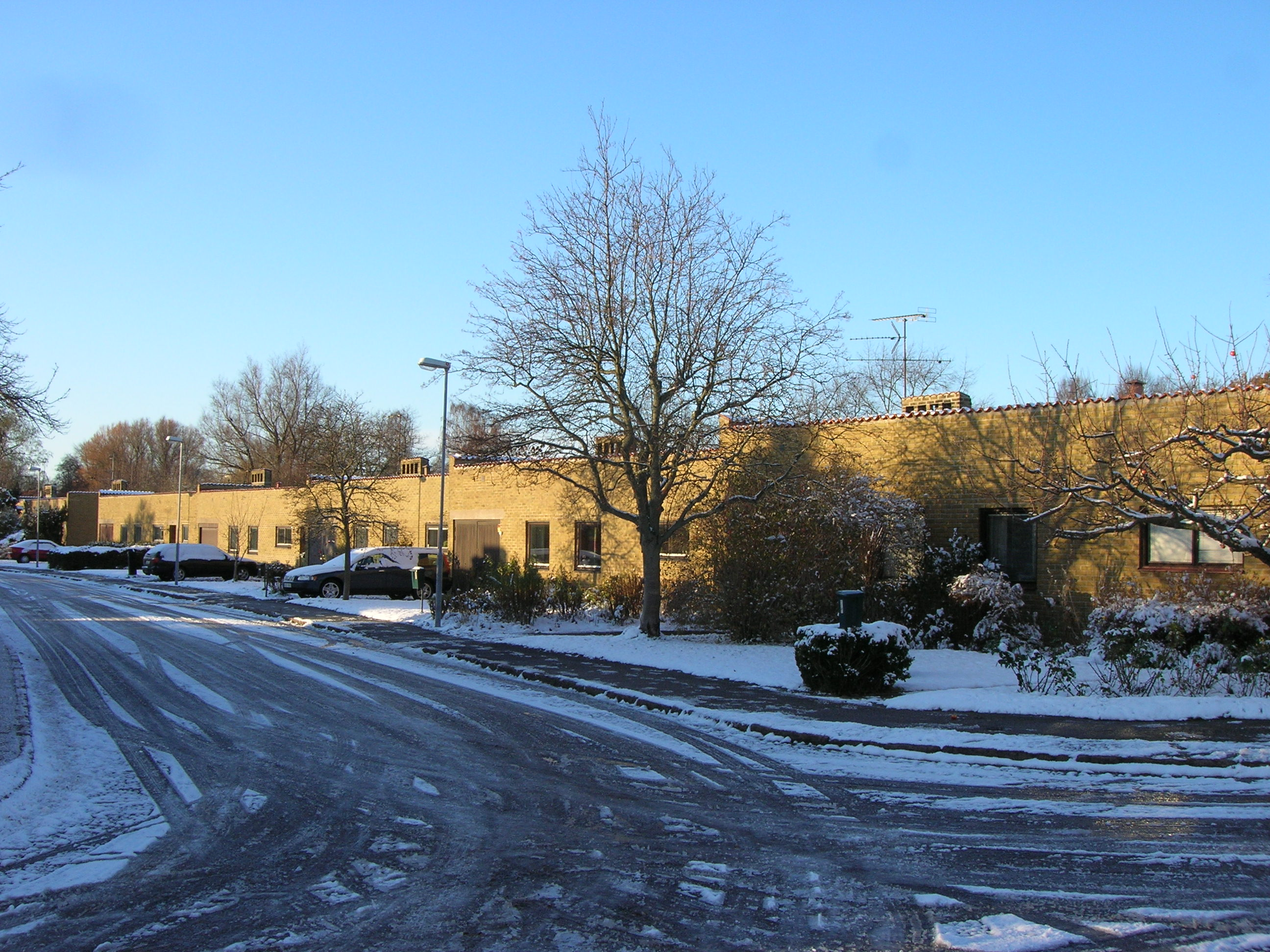
Planetgatan
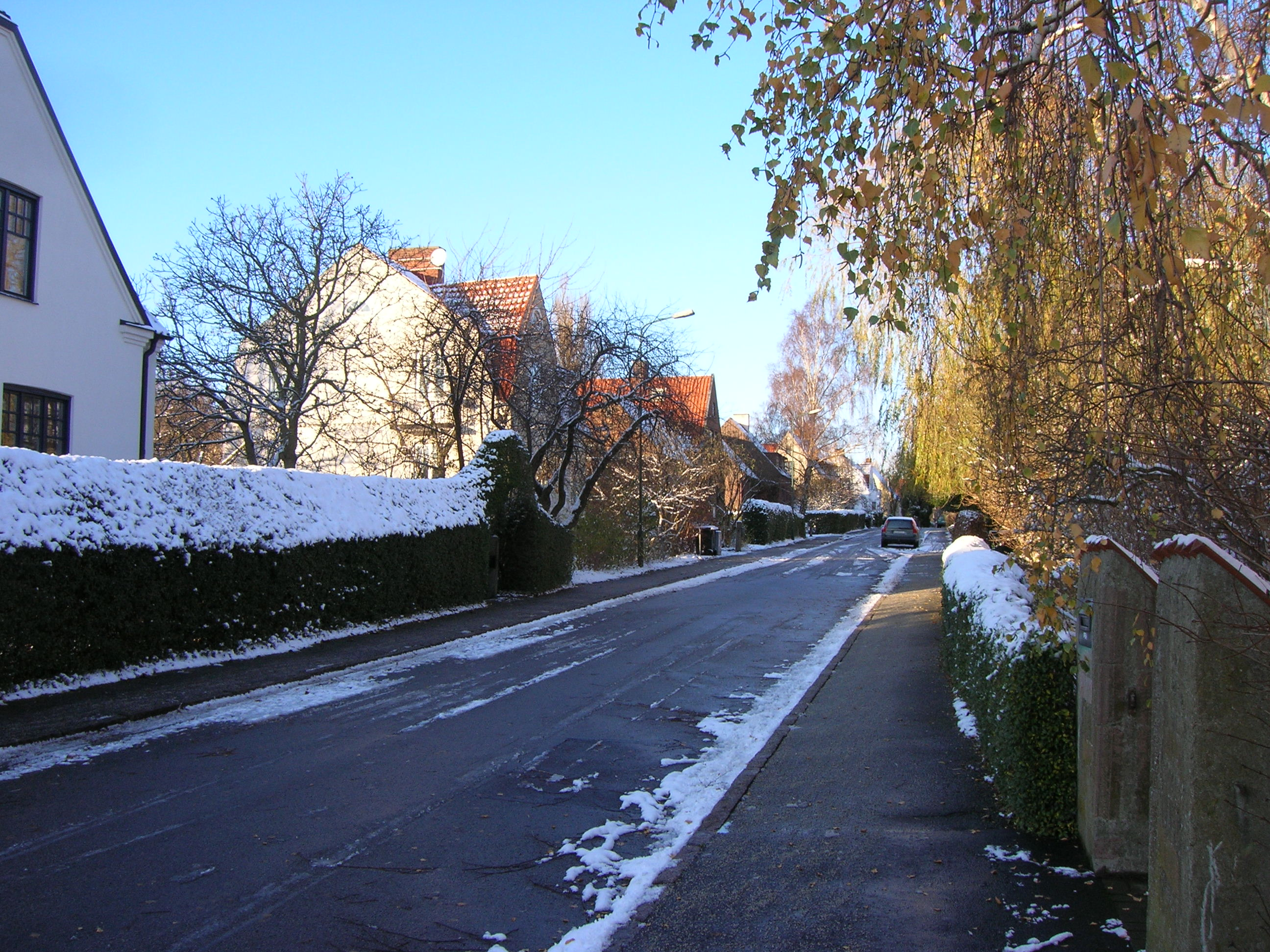
Siriusgatan